# Нарковійна в Мексиці
Нарковійна в Мексиці — збройний конфлікт між ворогуючими наркокартелями, урядовими військами і поліцією в Мексиці. Тільки за перші 5 років (з кінця 2006 року до 2011 року) жертвами збройної боротьби мексиканських наркокартелів між собою, а також проти сил федерального уряду стали понад 47,5 тисяч осіб.
Мексиканські наркокартелі існують вже декілька десятиліть, і вже з 1970-х років має місце сприяння їх діяльності з боку деяких державних структур Мексики. Мексиканські наркокартелі посилилися після розпаду в 1990-х роках колумбійських наркокартелів — Медельїнського та Калі. На сьогодні Мексика є основним іноземним постачальником канабісу, кокаїну та метамфетаміну в США, а мексиканські наркокартелі домінують на оптовому незаконному ринку наркотиків в США.
Арешти лідерів картелів призвели до підвищення рівня насильства, так як загострили боротьбу картелів між собою за контроль над маршрутами доставки наркотиків в США.
Сполучені Штати — головне джерело зброї, задіяної в сутичках наркокартелів у Мексиці. В окремих районах Мексики наркокартелі накопичили зброю армійського зразка, мають у своєму штаті колишніх співробітників спеціальних збройних сил, проводять активну контррозвідку, мають спільників серед влади і армію рядових з числа бідних молодих людей, які прагнуть приєднатися до них.
Проти наркокартелів виступає поліція, збройні сили Мексики і антинаркотична служба DEA США. Уряд Мексики при владі Феліпе Кальдерона вперше завдав відчутний удар по картелям — видаючи їх найбільш активних членів іноземним державам, конфіскуючи грошові кошти і зброю. Сайт Youtube став пропагандистським майданчиком нарковійни, де анонімні компанії завантажують відеофільми та оди картелям та їх ватажкам, в яких вихваляються переваги лідера одного картелю над іншим.